# エリア・ソウザ
エリア・ソウザ（Hélia Rogério de Souza Pinto, 1970年3月10日 - ）は、ブラジルの元女子バレーボール選手。サンパウロ出身。現役時代のポジションはセッター。愛称はフォフォン（Fofão）。

## 来歴
1991年にブラジル女子代表となり、セッターとしてオリンピックに5大会出場。しばらくはフェルナンダ・ベンツリーニの控えに甘んじるが、彼女の引退を機に1999年に正セッターとなる。翌2000年のシドニーオリンピックで銅メダルを獲得後に代表を去るが、2003年にフェルナンダと共にナショナルチームに復帰し、同年のワールドカップで銀メダルを獲得した。2006年に代表主将として復帰し、同年の世界選手権で銀メダルを獲得した。2008年の北京オリンピックでは悲願の金メダルを獲得した。
2010年、トルコリーグのフェネルバフチェに移籍し、リーグ戦と世界クラブ選手権で優勝を果たした。2012年にレクソーナ・アデスに加入。2012/13～2014/15シーズンのブラジル・スーパーリーガで3連覇を花道に現役を引退した。2015年7月、バレーボール殿堂入りの栄に浴した。

## 球歴
- オリンピック - 1992年、1996年、2000年、2004年、2008年
- 世界選手権 - 1994年、1998年、2006年
- ワールドカップ - 1995年、1999年、2003年、2007年

## 所属クラブ
- Pão de Açúcar E.C.（1985-1987年）
- Pão de Açúcar/Paineiras E.C.（1988-1990年）
- Colgate-Pão de Açúcar/São Caetano E.C.（1990-1992年）
- Colgate/São Caetano E.C.（1992-1994年）
- Sollo/Tietê E.C.（1994-1995年）
- Transmontano/J.C. Amaral（1995-1996年）
- UNIBAN/São Caetano E.C.（1996-1998年）
- UNIBAN/São Bernardo（1998-1999年）
- MRV/Minas（1999-2003年）
- レクソーナ・アデス（2003-2004年）
- シリオ・ペルージャ（2004-2007年）
- ムルシア （2007-2008年）
- São Caetano E.C./Blausiegel （2008-2010年）
- フェネルバフチェ （2010-2011年）
- レクソーナ・アデス（2012-2015年）